# Філіппсталь (Верра)
Філіппсталь (нім. Philippsthal) — громада в Німеччині, знаходиться в землі Гессен. Підпорядковується адміністративному округу Кассель. Входить до складу району Герсфельд-Ротенбург.
Площа — 21,31 км2. Населення становить 4105 ос. (станом на 31 грудня 2020).